# Olgierd Korolkiewicz
Olgierd Jan Korolkiewicz (zm. 19 stycznia 2004) –  polski strzelec specjalizujący się w skeecie, medalista mistrzostw świata.
Zawodnik klubu ZKS Warszawa. Później był trenerem skeetu w tym klubie. Trenował także włoską kadrę w skeecie. Nie uczestniczył nigdy w igrzyskach olimpijskich.
Korolkiewicz jest medalistą mistrzostw świata. Jedyny medal wywalczył na turnieju w 1969 roku w San Sebastián. Było to srebro w skeecie drużynowym (wraz z Włodzimierzem Dankiem, Wiesławem Gawlikowskim i Arturem Rogowskim). W swoim dorobku ma także cztery medale mistrzostw Europy. Jedyny indywidualny krążek zdobył na mistrzostwach w 1967 roku (srebro z wynikiem 196 punktów). Ponadto trzy lata z rzędu zdobywał medale w drużynie: srebro w 1968 roku, brąz w 1969 roku (na obu turniejach startował wraz z Włodzimierzem Dankiem, Wiesławem Gawlikowskim i Arturem Rogowskim), oraz srebro w 1970 roku (wraz z Andrzejem Socharskim, Włodzimierzem Dankiem i Arturem Rogowskim). 